# Вага
Ва̀га е река в североизточната част на Европейска Русия, най-голям ляв приток на Северна Двина. Дължината ѝ е 575 km, която ѝ отрежда 149-о място по дължина в Русия. Протича на територията на Вологодска и Архангелска област.
Река Вага води началото си от блата, разположени в северната част на Вологодска област, на 224 m н.в., от Ваго-Сухонския вододел. Общото направление на течението ѝ е от юг на север с малко отклонение на изток и протича изцяло в гъсто залесени райони.
В най-горното ѝ течение долината ѝ е слабо изразена, но след устието на река Реж (при 528 km) тя става дълбока, врязана в пермски варовици и склоновете ѝ достигат до 50 m. В този участък дъното ѝ е каменисто и с големи валуни. След устието на река Терменга (при 398 km) долината и се разширява до 4 km, склоновете ѝ се понижават до 15 – 20 m, а дъното ѝ става пясъчно или каменисто-пясъчно. След устието на река Устя (при 259 km) течението и става широко до 300 m, дълбочината му от 1,5 до 2,5 m, на места до 6 m, а при маловодие – 0,2 – 0,4 m. Влива се отляво в река Северна Двина при нейния 362 km, при село Шидрово, Виноградовски раойн на Архангелска област, на 12 m н.в.
Водосборният басейн на река Вага обхваща площ от 44 800 km2 и представлява 12,55% от водосборния басейн на река Северна Двина. Простира се на територията на Вологодска и Архангелска област.
Водосборният басейн на реката граничи със следните водосборни басейна:
- на северозапад, североизток и изток – водосборните басейни на по-малки реки, леви притоци на Северна Двина);
- на юг – водосборният басейн на река Сухона (лява съставяща на Северна Двина);
- на запад – водосборният басейн на река Онега.

Река Вага получава 50 притока с дължина над 20 km, от които 9 са дължина над 100 km.
Леви притоци – Вел (223 km, 5 390 km2), Болшая Чурга (121 km, 567 km2), Пуя (172 km, 2500 km2), Паденга (169 km, 1040 km2), Шелаша (117 km, 380 km2), Лед (184 km, 2 690 km2), Сюма (100 km, 722 km2);
Десни притоци – Кулой (206 km, 3300 km2), Устя (477 km, 17 500 km2, най-голям приток).
Пълноводието на реката е през април, май и юни, като за този период протича около 2/3 от годишниет отток на Вага. Среден годишен отток на 58 km от устието – 384 m3/s, при село Шелото, Вологодска област – 16 m3/s, при при село Филяевска, Архангелска област – 112 m3/s, при при град Шенкурск, Архангелска област – 236 m3/s. Замръзва в средата на ноември, а се размразява в края на април.
Средномесечен отток на река Вага (m3/s) при град Шенкурск (на 158 km от устието) от 1914 по 1975 г.
По течението на реката са разположени: село Верховаже (районен център) във Вологодска област и градовете Велск и Шенкурск в Архангелска област.
Реката е плавателна до устието на река Устя (на 259 km от устието), а при пълноводие до град Шенкурск, но понастоящем по нея не се извършва корабоплаване. До началото на 90-те години на XX век е използвана за транспортиране на дървен материал.